# Жубату
Жубату (каз. жұбату — букв. «утешение») — казахский песенный жанр, изначально принадлежавший к так называемым «песням скорби и утешения» наряду с коштасу, естирту и жоктау. Однако в дальнейшем жанр вышел за рамки обрядовой песни и стал одним из источников необрядовой песенной лирики.
В отличие от естирту и жоктау, жубату традиционно связывались не только с поминками и исполнялись по различным поводам. Например, жубату мог исполнить участник свадебного шествия, обращаясь к невесте с призывом не горевать о своей судьбе.
Для жубату характерна поучительная направленность, поэтому в этом жанре широко используются назидания, крылатые слова, пословицы и поговорки.
Элементы жанра часто встречаются в народных героических эпосах (например, «Козы Корпеш — Баян сулу») и произведениях, посвящённых Среднеазиатскому восстанию 1916 года, а также в произведениях народных поэтов советского Казахстана.